# Сторі (Вайомінг)
Сторі (англ. Story) — переписна місцевість (CDP) в США, в окрузі Шеридан штату Вайомінг. Населення — 903 особи (2020).

## Географія
Сторі розташоване за координатами 44°34′23″ пн. ш. 106°54′51″ зх. д. / 44.57306° пн. ш. 106.91417° зх. д. (44.573076, -106.914191).  За даними Бюро перепису населення США в 2010 році переписна місцевість мала площу 18,46 км², уся площа — суходіл.

## Демографія
Згідно з переписом 2010 року, у переписній місцевості мешкало 828 осіб у 405 домогосподарствах у складі 252 родин. Густота населення становила 45 осіб/км².  Було 647 помешкань (35/км²).
Расовий склад населення:
| - 97,9 % — білих - 0,7 % — корінних американців - 0,2 % — азіатів |

До двох чи більше рас належало 1,0 %. Частка іспаномовних становила 1,7 % від усіх жителів.
За віковим діапазоном населення розподілялося таким чином: 14,3 % — особи молодші 18 років, 59,6 % — особи у віці 18—64 років, 26,1 % — особи у віці 65 років та старші. Медіана віку мешканця становила 54,2 року. На 100 осіб жіночої статі у переписній місцевості припадало 104,4 чоловіків;  на 100 жінок у віці від 18 років та старших — 101,1 чоловіків також старших 18 років.
Середній дохід на одне домашнє господарство  становив 51 771 долар США (медіана — 45 561), а середній дохід на одну сім'ю — 54 054 долари (медіана — 45 000). За межею бідності перебувало 9,4 % осіб, у тому числі 0,0 % дітей у віці до 18 років та 14,8 % осіб у віці 65 років та старших.
Цивільне працевлаштоване населення становило 469 осіб. Основні галузі зайнятості: сільське господарство, лісництво, риболовля — 33,3 %, освіта, охорона здоров'я та соціальна допомога — 17,7 %, виробництво — 17,5 %.